# Sundanella sibogae
Sundanella sibogae is een mosdiertjessoort uit de familie van de Cytididae. De wetenschappelijke naam van de soort is voor het eerst geldig gepubliceerd in 1915 door Harmer.